# 急戰5秒殊死鬥
《见面5秒开始战斗》是擔任原作、負責作畫的日本漫画作品。改編全12集電視動畫於2021年7月至9月播放。

## 故事簡介
描述高中生白柳啟在某一天突然被名為魅音的謎之女性捲入讓參賽者賦予各種能力並互相廝殺以贏取遊戲戰鬥中。
在這場能力對決中，白柳遇見了最強的女高中生優利。伴隨著智謀與能力的智慧型能力戰開打。

## 登場角色

### 主要角色
白柳啟／詭辯家（聲：村瀨步）
本作男主角。高中生。16歲。學業成績優異。好吃金平糖。對現實生活感到無聊，因此追求能隨時沉迷其中的遊戲。在網絡遊戲World Logic Play世界排名第九，玩家名是KEY。在一次上學途中被怪物襲擊，雖然成功將其解決，但最後被魅音「殺死」。之後參加組織舉行的遊戲，決定要再一次與魅音戰鬥，並且摧毀組織。在第三項目加入綠隊。起初對任何人都是抱著利用的心態，但與優利相遇後漸漸改變，開始願意相信他人。
能力：「使用對方設想的能力」
這個能力要發動必須有「對方」，「對方」不僅僅是啟指定為使用能力的對象(即敵人)，也可以是同伴(幫手)；且「對方」也必須認知到啟是自己的某個對象(包含但不限於戰鬥、監視等對象)。即使「對方」認為啟擁有兩種能力，他也不能同時使用兩種能力。
使用過的能力：「大砲」「心靈感應」「瞬間移動」「把身體能力變成10倍」「把樹枝變成什麼都能斬斷的劍」「與對手和平交涉」「把身體能力變成5倍」「讓攝取掉的糖分變換形狀」
天翔優利／鬼神（聲：愛美）
本作女主角。高中生。17歲。從小開始便有很多不幸的經歷，身邊的人總會說只是偶然，因此十分討厭「偶然」這個字。有一個沒有血緣關係的妹妹。為人充滿正義感，絕不放過欺負弱小的人。喜歡啟。在第三項目加入綠隊。
能力：「把身體能力變成5倍」
身體能力全部變成5倍，包括奔跑速度、彈跳力、腕力、握力，揮拳的力量有著被車撞一樣的傷害。弱點是很難適應5倍的身體能力，最初不能正常行動。可是，由於優利的野性不訓練也能熟悉使用這個能力。
霧崎圓／真劍師（聲：中井和哉）
高中生。17歲。在第一項目與啟戰鬥，被打敗後對他產生了執著，決心要打敗他。在第三項目加入藍隊。在「國王狩獵」中加入紅隊一方，向啟發起挑戰，但在戰鬥途中被龍膽妨礙，因此與啟聯手將其擊敗。
能力：「把樹枝變成什麼都能斬斷的劍」
把手裡拿著的樹枝變成不管什麼都能切斷的劍。劍的長度是樹枝的長度。劍離開身體數秒後自動變回樹枝。雖然什麼都能斬斷，但只有同樣能力的劍是不能斬斷的。雖然說明寫的是樹枝，但只要是手可以拿住的木頭都可以變成劍來使用。在第88話中進一步開發能力，斬斷"什麼"可以為霧崎的認知，例如能力和火焰。
熊切真／金剛手（聲：中村悠一／花藤蓮（少年時代））
職業摔角手。33歲。有一個哥哥叫熊切武，在他很小的時候為了保護孩子而捲入事故身亡。在第三項目加入綠隊。對組織的行為深感不屑，因此不打算使用他們給予的能力，但在「國王狩獵」中為了保護同隊的晴花而決定使用能力。
能力：「2秒內無敵」
發動後變成全身鎧甲的姿態，無效化所有攻擊。
多多良林檎／諷刺家（聲：島袋美由利）
高中生。18歲。網絡遊戲world logic play的玩家之一，是KEY的粉絲，一直希望與他見面。知道啟是KEY，又被他連續救了兩次後喜歡上他。在第三項目加入紅隊，之後加入綠隊。
能力：「複製對手能力的十分之一」
確認對象並對他使用能力的話，就能得知他的能力，此外還能複製那個能力的十分之一。本人認為劣化複製是沒有用的，但是這個能力的真正價值是將能力的優點和缺點全部變為十分之一（例如：複製大炮的十分之一威力，兩輪炮擊的時間裝填時間也是十分之一，所以可以以10倍的速度進行連射），不是劣化複製，而是作為全新的能力使用。
香椎鈴／鐵處女（聲：行成桃姬）
OL。24歲。為了活下去能不擇手段，甚至不惜殺人。認為啟是遊戲的關鍵，因此不斷找機會接近他。在第三項目加入紅隊。「國王狩獵」中與啟做了交易，綠隊獲勝的話就要他作證自己是綠隊的同伴，作為交換會殺死一名紅隊幹部。在第四項目選擇單獨行動。
能力：「從體液裡製作出拷問刑具」
製作的刑具會根據體液的份量和離開身體的時間和長短而產生變化。

### 隊伍（第三項目）

#### 綠隊
白鷺勇人／調停人（聲：麻生智久）
綠隊的首領。檢控官。
能力：「與對手和平交涉」
自己與對手之間的一切暴力行為都無法生效，發動能力期間對手對自己造成的傷害都會無效化，並且把傷害轉化為能量積累在體內。宣告「調停不成立」的話便把受到的傷害全部還給對手，自己也會承受同等的傷害。
齊藤克也／獵人（聲：梶原岳人）
能力：「把樹枝變成無限射箭的弓」
桐生飛鳥／護衛官（聲：奈波果林）
能力：「把樹枝變成任意重量的劍」
城島透／賭徒（聲：小川一樹）
能力：「瞬間移動」
上野英二／鐵壁（聲：鹿糠光明）
能力：「將身體變成和鐵一樣硬」
伏十字瑪麗／詛咒師（聲：Lynn）
能力：「把人偶變成詛咒人偶」
張洪文／觀測者（聲：三野雄大）
能力：「改變空氣密度」
二宮晴花／風水師（聲：優希知冴）
能力：「改變空氣的流向」
園村桃子／守護者（聲：鶴田真希）
綠隊最初的成員，實為紅隊的間諜。
能力：「把手變成大砲」

#### 紅隊
大神一／暴君（聲：安元洋貴）
紅隊的首領。十分好戰，對擁有同樣能力的優利十分感興趣。
能力：「把身體能力變成5倍」
身體能力全部變成5倍，包括奔跑速度、彈跳力、腕力、握力，揮拳的力量有著被車撞一樣的傷害。弱點是很難適應5倍的身體能力，最初不能正常行動。
黑岩雅也／高利貸者（聲：遊佐浩二）
紅隊的副首領。
能力：「將自己借出的東西強制索取回來」
自己借出東西之後可以以命令和支配的方式強制索要，能夠支配的時間長短與可以命令到什麼程度是由「所借之物」本身決定的，雖然產生「借貸」的方法很多，但是必須從意識層面和對手形成借貸關係，如果對方完全沒有動心的話能力是無法發動的。
瀨戶口勇氣／蒐集家（聲：水島大宙）
調酒師。紅隊幹部。在與綠隊的戰鬥中一直穩佔上風，但在熊切使用能力後被擊敗。
能力：「將物體縮小」
戀華／傀儡子（聲：田村由香里）
人偶，本體是土田創太。22歲。自稱是藝術家。紅隊幹部。十分討厭女人，尤其是同隊的香椎鈴。被香椎鈴發現能力的秘密後想將其滅口，結果被反殺。
能力：「操縱自己製作的人偶」
神居直治／近江商人
玩具製造商會長。84歳。紅隊幹部。在「國王狩獵」中埋伏克也一行人，最後被啟擊敗。
能力：「在手的周圍產生化學變化」
龍膽將門／刀匠
無業人士。38歳。紅隊幹部。在「國王狩獵」中對上啟與圓，後被二人擊敗。
能力：「把樹枝變成什麼都能斬斷的劍」
和霧崎擁有一樣的能力。但是，龍膽在使用居合斬拔刀的時候能夠將眼前的空間砍出痕跡。因此可以砍斷直線上有一定距離的東西。
茶圓隆聖
戀華的從者。在戀華死後被香椎鈴滅口。
能力：「能將玩具變成真正的物件」

#### 藍隊
萬年青伊織／放蕩息子（聲：坂本真綾）
19歲。自由職業。藍隊的首領。對什麼事都不感興趣，唯一的目的是殺死魅音。第四項目開始時為了盡快獲得KILL數，聯同如月葵和真栗率先襲擊沒有與任何人組隊的香椎鈴。
能力：「使用對方設想的能力」
這個能力要發動必須有「對方」，「對方」不僅僅是自己指定為能力對象，對方也必須認識到自己是自己戰鬥的對象，也可以是同伴(幫手)。即使「對方」認為自己擁有兩種能力，他也不能同時使用兩種能力。
如月葵
能力：「將對象強制橡膠化」
真栗順平（聲：伊原正明）
能力：「把手變成大砲」

### 隊伍（第四項目）

#### 第一監視人隊伍
白柳燈夜／傳教士
啟的父親。政府職員。在公安廳工作，第五小隊的情報洩漏後利用職權收集除了啟以外十人的資料。根據調查的情報，發現萬年青伊織至今仍處於死亡狀態，對此抱有興趣，打算從中尋找組織的秘密。
能力：「授予對方僅限一個使命」
發動時要用手摸到對方，對方會不惜任何代價完成被賦予的使命。
九龍／喰奴
武器商人。
能力：「受到能力攻擊時能將一部份能力化為己用」
十束天那／經津主
女高中生。
能力：「操縱鐵絲」
沙道京介／影法師
能力：「能夠將對象的影子實體化操縱」
甘村千歲／棒棒糖女孩
女大學生。
能力：「讓攝取掉的糖分變換形狀」

#### 第二監視人隊伍
飯塚怜司／始末屋
與間狩翔組隊，實質只是在利用他。
能力：「將眼前發生的事變為未發生過」
間狩翔／陀螺師
性格十分遲鈍，無法理解善惡和他人的想法，因此總是無意識地做出殘酷的事情，曾經錯手殺死年幼的妹妹。自此放棄獨立思考，只會聽從他人的話。
能力：「使碰過的物體進行自轉或公轉」
御鑒緋水／修煉者
能力：「低溫化」
鈴原之暖／靈魂伴侶
公務員。
能力：「用紅線將兩個人連接一起」
二宮優／求道人
模特。
能力：「能使對象穿透物體」

#### 第三監視人隊伍
X
第四項目開始第一天便將監視人和自己以外的10人全部殺掉，一下子獲得10KILL。
能力：「將有價值的物品變成爆炸物」
將金錢的價值變成爆炸的火力，火力的強度取決於物品的價格。要發動能力必須知道該物品的價格。獲得10KILL之後能力強化，物品失去價值的瞬間便會爆炸。

#### 第四監視人隊伍
三浦瞬／夜兔
能力：「能在影子和影子之間瞬間移動」
編號73／大橫綱
能力：「將手指的力量變成三十倍」
編號59／大國王
能力：「製造手銬」
編號102／戲法家
能力：「能將樹枝變成各式各樣的武器」
編號65／道場法師
能力：「能通過對手釋放雷電」
編號13／講述者
能力：「與同伴共享五感」
編號22／指引者
能力：「確切掌握尋找的物品所在之處」

#### 第五監視人隊伍
白柳啟
參見#白柳啟
天翔優利
參見#天翔優利
霧崎圓
參見#霧崎圓
熊切真
參見#熊切真
多多良林檎
參見#多多良林檎
香椎鈴
參見#香椎鈴
萬年青伊織
參見#萬年青伊織
如月葵
參見#如月葵
真栗順平
參見#真栗順平
北島浩二
參見#北島浩二
獅子堂一麻／贋作家
前紅隊幹部。在第四項目與萬年青達成協力關係，為他提供情報。
能力：「能將對方的能力複制&粘貼」
用右手觸碰能力者將能力記憶下來，再把右手碰到別人身上，那人就能使用這個能力一次。複製了能力一旦粘貼後就會消失，同一個人也不能粘貼上兩種以上的能力。獅子堂本人也不能給自己粘貼能力。

#### 第六監視人隊伍
黑木克萊爾
電視主播。27歲。日美混血兒。在美國跟母親學過射擊和防身術。
能力：「把手變成手槍」
豬瀨龍次／幻視顯
公司老闆。66歲。
能力：「刧持對手右眼」
偷窺他人右眼的視野，反過來也可以讓他人看到自己右眼看到的東西。
郡山新太郎／鍊金術士
酒店經理。45歲。
能力：「改變金屬硬度」
柏原紫蘇／天岩戶姬
高中生。16歳。
能力：「把房間變成無法出入的密室」
將自己身處的地方變成除了自己之外誰都無法出入的迷宮。
鬼土丈／理財專家
高中生。17歳。
能力：「把圓變小」

### 其他能力者
猿渡悟（聲：勝杏里）
能力：「將鈕扣變成繩子」
續命院冴子（聲：千本木彩花）
能力：「把彈珠變得超級巨大」
北島浩二／倒吊人（聲：隈本吉成）
從小到大都很自卑沒自信，認為自己只是配角。在第三項目中學會巴西戰舞。
能力：「手和地面接觸時可以把任何能力都消除」

### 組織
魅音／魔術師（聲：新谷真弓）
視啟為自己的王子殿下。第五監視人，過去項目的參加者。利用監視人的身份選擇萬年青加入自己的隊伍參加第四項目，被其他監視人責備，因此受到處分，所屬隊伍的參加者情報洩露給另外五支隊伍，但是一切依然在魅音的計劃之中。
楊婷婷／千里眼（聲：鬼頭明里）
身穿旗袍，閉著眼睛的女性。
能力：「能將視線之內事物的時間推移一千年」
伽內沙 / 遮那王
第一監視人。

佩爾可
第二監視人。
拉維爾
第三監視人。
萊因哈特 / 潰爛王
第四監視人，以及擔任第四項目的《災厄》。被魅音評價為危險度僅次於她的人物。與啟和熊切對決後，受到重傷，在瀕臨死亡之際，被後來出現的楊給秒殺了。
烏洛莫夫
第四監視人代理。
諾爾德
第六監視人，在第四項目開始前的組織會議被萊因哈特所殺。
星野王子／鄰居（聲：井口祐一）
第六監視人代理。十分痴迷優利。
能力：「能夠同時擁有監視對象的能力」
在第二項目中使用過將身體變成和鐵一樣硬的能力。
沈
千餘年前的第五監視人，多年前被仍是參賽者的魅音殺死容器奪取恩寵成為監視後一直躲起來，並奪取了萬年青伊織的肉身，認為沒有情感的監視人不需存在。
佐藤
組織的首領。

## 用語
項目(組織為了某個目的而舉行的遊戲，一共有五關。)
- 第一項目：1對1的個人戰
- 第二項目：5對5的團隊戰
- 第三項目：每個參加者有100點數，要收集至1000點數。
- 戰爭項目「國王狩獵」魅音提出的遊戲，啟推測這場遊戲才是真正的第三項目。

地點：「五芒星區」
參賽方：綠隊、紅隊
規則：
1：每個參賽者會獲得一部手機。
2：奪取敵人的手機並用自己手機捕獲。捕獲到敵人手機將獲得1點(魅音點數)。被捕獲的手機會「死亡」無法使用。
3：手機和手銬相連。手機離開手銬5米以上就會自動「死亡」。
4：手機死亡的話、會發動手銬使持有者無法使用能力。
5：每隊選出一個人成為國王。
6：最終殺死敵方國王的手機的話就獲勝。
追加規則：
「五芒星區」的五座塔裡有手機設置處。
只要在其中一個塔里設置手機，瞬間就能獲得額外獎勵的10點(魅音點數)。
使用點數：
得知魅音三圍(100點)
封印特定一人的能力(50點)
恢復一台已死亡的手機(30點)
知曉特定人物的位置(15點)
在戰場上播放廣播(1點)
- 第四項目：

地點：東京
規則：
1：參賽者一共66人，分為六支隊伍，每隊有11人。
2：66人互相殘殺直至最後6人。
3：殺死自己隊伍的隊友就會受到封印能力24小時的懲罰(同樣能得到KILL數)。
4：殺死別的隊伍的人會得到KILL數(擊殺的人數)，能力就會得到強化。
5：選擇失去「能力」和遊戲中的「記憶」就能退出遊戲。
6：滿足某個條件就會發生《災厄》，詳情不明。

## 出版書籍
| 卷數 | 小學館         | 小學館                 | 青文出版社     | 青文出版社                                           |
| 卷數 | 發售日期       | ISBN                   | 發售日期       | EAN／ISBN                                            |
| ---- | -------------- | ---------------------- | -------------- | ---------------------------------------------------- |
| 1    | 2016年2月26日  | ISBN 978-4-09-127028-3 | 2018年6月14日  | EAN 471-8016-03378-8（限定版） EAN 471-8016-03377-1  |
| 2    | 2016年6月17日  | ISBN 978-4-09-127308-6 | 2018年10月15日 | EAN 471-8016-03463-1（限定版） ISBN 978-986-356616-8 |
| 3    | 2016年10月19日 | ISBN 978-4-09-127384-0 | 2019年5月20日  | EAN 471-8016-03606-2（限定版） ISBN 978-986-356917-6 |
| 4    | 2017年3月17日  | ISBN 978-4-09-127549-3 | 2019年10月21日 | EAN 471-8016-03689-5（限定版） ISBN 978-986-512088-7 |
| 5    | 2017年7月19日  | ISBN 978-4-09-127656-8 | 2021年3月8日   | ISBN 978-986-512863-0                                |
| 6    | 2017年12月12日 | ISBN 978-4-09-128047-3 | 2021年6月10日  | ISBN 978-626-303214-9                                |
| 7    | 2018年3月19日  | ISBN 978-4-09-128219-4 | 2021年11月3日  | ISBN 978-626-303712-0                                |
| 8    | 2018年7月19日  | ISBN 978-4-09-128426-6 | 2023年2月2日   | ISBN 978-626-322872-6                                |
| 9    | 2018年10月19日 | ISBN 978-4-09-128637-6 | 2024年1月2日   | ISBN 978-626-383055-4                                |
| 10   | 2019年2月19日  | ISBN 978-4-09-128754-0 |                |                                                      |
| 11   | 2019年6月12日  | ISBN 978-4-09-129231-5 |                |                                                      |
| 12   | 2019年10月11日 | ISBN 978-4-09-129416-6 |                |                                                      |
| 13   | 2020年2月19日  | ISBN 978-4-09-129588-0 |                |                                                      |
| 14   | 2020年6月18日  | ISBN 978-4-09-850112-0 |                |                                                      |
| 15   | 2020年11月19日 | ISBN 978-4-09-850334-6 |                |                                                      |
| 16   | 2021年3月18日  | ISBN 978-4-09-850481-7 |                |                                                      |
| 17   | 2021年7月12日  | ISBN 978-4-09-850620-0 |                |                                                      |
| 18   | 2021年10月12日 | ISBN 978-4-09-850765-8 |                |                                                      |
| 19   | 2022年3月18日  | ISBN 978-4-09-851031-3 |                |                                                      |
| 20   | 2022年7月19日  | ISBN 978-4-09-851198-3 |                |                                                      |
| 21   | 2022年11月17日 | ISBN 978-4-09-851409-0 |                |                                                      |
| 22   | 2023年4月12日  | ISBN 978-4-09-852003-9 |                |                                                      |
| 23   | 2023年9月19日  | ISBN 978-4-09-852548-5 |                |                                                      |
| 24   | 2024年2月9日   | ISBN 978-4-09-853123-3 |                |                                                      |
| 25   | 2024年6月11日  | ISBN 978-4-09-853386-2 |                |                                                      |
| 26   | 2024年10月10日 | ISBN 978-4-09-853645-0 |                |                                                      |
| 27   | 2025年2月12日  | ISBN 978-4-09-853862-1 |                |                                                      |
| 28   | 2025年7月11日  | ISBN 978-4-09-854177-5 |                |                                                      |

## 電視動畫

### 製作人員
- 原作：、（漫畫）
- 監督員：高澤邦仁、長谷川友紀
- 總導演、劇本監修：内藤明吾
- 導演：新井宣圭
- 劇本統籌：待田堂子
- 角色設計：永作友克、山門郁夫
- 動作作画監督：森田實
- 道具設計：堀江佑
- 美術監督：土橋誠
- 美術設定：土橋知子、荒井賢
- 色彩設計：高橋惠
- 攝影監督：佐藤宗明
- 編集：中葉由美子
- 音響監督：大熊昭
- 音樂：早川諒
- 製片人：針原剛、椿本康雄、和泉勇一、野瀨和也、伊東克浩、北澤史隆、大和田智之、松村尚
- 動畫製片人：増子相二郎、武井健
- CG制作：Studio A-CAT
- 動畫制作：SynergySP、VegaEnterainment [2][3]
- 制作：小学館集英社、Studio A-CAT
- 製作：急戰5秒殊死鬥製作委員会（小學館集英社、波麗佳音、武士道、FIELDS、BANDAI SPIRITS、TOKYO MX、日本BS放送、關西放送）

### 主題曲
片頭曲《No Continue》
作詞、作曲、編曲：ANCHOR，主唱：鬼頭明里
片尾曲《必輸事件遊戲實況》（負けイベ実況プレイ）
作詞、作曲：ANCHOR，主唱：15才と大森靖子

### 各话列表
| 話數   | 標題       | 劇本              | 分鏡              | 演出     | 作畫監督                                       | 總作畫監督                 | 首播日期       |
| ------ | ---------- | ----------------- | ----------------- | -------- | ---------------------------------------------- | -------------------------- | -------------- |
| 第1話  | 詭辯家     | 待田堂子          | 新井宣圭          | 熊田健太 | 堀江佑                                         | 永作友克                   | 2021年 7月13日 |
| 第2話  | 鬼神       | 待田堂子          | 寺本幸代          | 寺本幸代 | 川重希                                         | 小美野雅彦                 | 7月20日        |
| 第3話  | 真劍師     | 日暮茶坊          | 山本恭平 内藤明吾 | 西田健一 | 王敏 周健 趙小川 姜智慧                        | 小美野雅彦 盧谷耕平 千葉東 | 7月27日        |
| 第4話  | 諷刺家     | 日暮茶坊          | 能田健太 内藤明吾 | 能田健太 | 堀江佑                                         | 小美野雅彦 盧谷耕平        | 8月3日         |
| 第5話  | 獵人       | 待田堂子          | 寺本幸代          | 寺本幸代 | 川重希                                         | 小美野雅彦                 | 8月10日        |
| 第6話  | 調停人     | 待田堂子          | 飯田崇 内藤明吾   | 加藤段像 | 森悦史 青木真理子                              | 小美野雅彦                 | 8月17日        |
| 第7話  | 暴君       | 日暮茶坊          | 内藤明吾          | 佐藤友一 | 中山和子 王敏 周健 趙小川 姜智慧 李偉峰        | 小美野雅彦 盧谷耕平 千葉東 | 8月24日        |
| 第8話  | 護衛官     | 日暮茶坊          | 内藤明吾          | 葛西良信 | 南伸一郎 松本和志 木下由美子 齋藤和也 岩永遼太 | 小美野雅彦 盧谷耕平 千葉東 | 8月31日        |
| 第9話  | 鐵處女     | 待田堂子 内藤明吾 | 内藤明吾          | 中西基樹 | 堀江佑                                         | 小美野雅彦                 | 9月7日         |
| 第10話 | 金剛手     | 待田堂子 内藤明吾 | 内藤明吾          | 粟井重紀 | 堀江佑 森悦史 西川真人                         | 小美野雅彦 盧谷耕平 千葉東 | 9月14日        |
| 第11話 | 高利貸     | 待田堂子 内藤明吾 | 内藤明吾          | 元山龍次 | LEE HA NEUL KIM KWANG WOO                      | 小美野雅彦 盧谷耕平 千葉東 | 9月21日        |
| 第12話 | 最後的能力 | 待田堂子 内藤明吾 | 内藤明吾          | 佐藤友一 | 川重希                                         | 小美野雅彦                 | 9月28日        |

## 外部連結
- 裏サンデー |出会って5秒でバトル（日語）
- TVアニメ「出会って5秒でバトル」公式サイト （页面存档备份，存于）（日語）
- 「出会って5秒でバトル」TVアニメ公式的X（前Twitter）（日語）